# Élections régionales de 1992 en Île-de-France
Pour un article plus général, voir Élections régionales françaises de 1992.
Les élections régionales en Île-de-France se déroulent le 22 mars 1992 pour élire les 209 conseillers régionaux siégant au conseil régional d'Île-de-France. La liste UPF (RPR et UDF) d'Union de la droite arrive en tête mais sa tête de liste, Alain Juppé (également tête de liste à Paris) renonce à briguer la présidence du conseil régional. Il soutient Michel Giraud (RPR) qui avait déjà présidé le conseil de 1976 à 1988 et qui est élu. L'UPF échoue à obtenir une majorité absolue au conseil du fait, notamment, du très haut score atteint par le Front national et, dans une moindre mesure, des listes écologistes (Les Verts et Génération écologie). Le Parti socialiste est sévèrement battu et dépassé par le total des voix écologistes dans plusieurs villes de forte tradition socialiste (Noisy-le-Grand, Les Pavillons-sous-Bois, Cergy, Savigny-le-Temple ou Torcy par exemple).

## Mode de scrutin
Les conseillers régionaux sont élus au scrutin de liste à la représentation proportionnelle suivant la règle de la plus forte moyenne, en un seul tour.
Chaque département forme une circonscription : les sièges sont répartis entre les listes ayant obtenu plus de 5 % des suffrages exprimés. 
Ils sont attribués selon l'ordre de présentation sur la liste.

## Contexte régional

### Conseil régional sortant
| Président du conseil régional           |                                     |        |
| Pierre-Charles Krieg (RPR)              |                                     |        |
| Parti                                   | Parti                               | Sièges |
| Majorité (93 sièges)                    |                                     |        |
|                                         | Rassemblement pour la République    | 61     |
|                                         | UDF (Parti républicain)             | 11     |
|                                         | UDF (Centre des démocrates sociaux) | 7      |
|                                         | Union pour la démocratie française  | 7      |
|                                         | UDF (Parti radical)                 | 3      |
|                                         | UDF (Perspectives et Réalités)      | 2      |
|                                         | Divers droite                       | 2      |
| Opposition de gauche (85 sièges)        |                                     |        |
|                                         | Parti communiste français           | 20     |
|                                         | Parti socialiste                    | 59     |
|                                         | Mouvement des radicaux de gauche    | 6      |
| Opposition d'extrême droite (19 sièges) |                                     |        |
|                                         | Front national                      | 19     |

## Candidats

### Têtes de liste départementale
| Listes | Listes                       | Paris                          | Seine-et-Marne           | Yvelines                        | Essonne                      | Hauts-de-Seine            | Seine-Saint-Denis               | Val-de-Marne               | Val-d'Oise                          |
| ------ | ---------------------------- | ------------------------------ | ------------------------ | ------------------------------- | ---------------------------- | ------------------------- | ------------------------------- | -------------------------- | ----------------------------------- |
|        | Parti socialiste             | Pierre Joxe (PS)               | Yannick Bodin (PS)       | Jean Le Gars (PS)               | Jacques Guyard (PS)          | Michel Sapin (PS)         | Michel Debarge (PS)             | Laurent Cathala (PS)       | Manuel Valls (PS)                   |
|        | Union pour la France RPR–UDF | Alain Juppé (RPR)              | Didier Julia (RPR)       | Michel Péricard (RPR)           | Xavier Dugoin (RPR)          | Charles Pasqua (RPR)      | Robert Pandraud (RPR)           | Michel Giraud (RPR)        | Jean-Philippe Lachenaud (UDF)       |
|        | Front national               | Serge Martinez (FN)            | Jean-François Jalkh (FN) | Martine Lehideux (FN)           | Michel de Rostolan (FN)      | Jean-Yves Le Gallou (FN)  | Roger Holeindre (FN)            | Jean-Pierre Schenardi (FN) | Jean-Michel Dubois (FN)             |
|        | Parti communiste français    | Alain Lhostis (PCF)            | Daniel Brunel (PCF)      | Joseph Tréhel (PCF)             | Gérard Lefranc (PCF)         | Guy Schmauss (PCF)        | Jean-Louis Mons (PCF)           | Michel Germa (PCF)         | Robert Hue (PCF)                    |
|        | Les Verts                    | Jean-Félix Bernard (Les Verts) | Alain Rist (Les Verts)   | Anny Poursinoff (Les Verts)     | Philippe Le Pont (Les Verts) | Henri Afonso (Les Verts)  | Jean-Luc Bennahmias (Les Verts) | Alain Lipietz (Les Verts)  | Pierre-François Siméoni (Les Verts) |
|        | Génération écologie          | Alexandre Minkowski (GÉ)       | François Lapoix (GÉ)     | Monique Le Saux (GÉ)            | André Holleaux (GÉ)          | Jean-Jacques Porchez (GÉ) | Zaïr Kedadouche (GÉ)            | Loïc Le Guénedal (GÉ)      | Gilles Vannier (GÉ)                 |
|        | Lutte ouvrière               | Chantal Cauquil (LO)           | Daniel Lioubowny (LO)    | Daniel Bénard (LO)              | Yves Thoraval (LO)           | Michel Breton (LO)        | Jean-Louis Gaillard (LO)        | Serge Franceschina (LO)    | Patrice Crunil (LO)                 |
|        | CNIP                         | Bernard Lepidi (CNIP)          | Aucun                    | Aucun                           | Aucun                        | Jean-Marie Autran (CNIP)  | Aucun                           | Aucun                      | Yvon Briant (CNIP)                  |
|        | Divers droite                | Aucun                          | Aucun                    | Robert Delorozoy (DVD)          | Pierre Avenard (DVD)         | Jean Ordner (DVD)         | Aucun                           | Aucun                      | Aucun                               |
|        | France unie MRG–FU           | Aucun                          | Aucun                    | Aucun                           | Michel Brétagnol (MRG)       | Georges Dioque (MRG)      | Aucun                           | Aucun                      | Aucun                               |
|        | Extrême gauche (divers)      | Aucun                          | Aucun                    | Aucun                           | Jean-Loup Englander (DVG)    | Aucun                     | Jean-Noël Chassigneux (DVG)     | Aucun                      | Aucun                               |
|        | diss. UDF                    | Aucun                          | Aucun                    | Jean-Luc Grattepanche (UDF-Rad) | Aucun                        | Aucun                     | Aucun                           | Aucun                      | Aucun                               |
|        | CPNT                         | Aucun                          | Richard Bertin (CPNT)    | Aucun                           | Aucun                        | Aucun                     | Aucun                           | Aucun                      | Aucun                               |

## Conseil régional élu

### Élection du président du conseil régional
Le 27 mars 1992, Michel Giraud (RPR) est élu président du conseil régional à la majorité relative au troisième tour de scrutin par 86 voix sur 198.
| Candidats | Candidats           | Partis    | Premier tour | Premier tour | Deuxième tour | Deuxième tour | Troisième tour | Troisième tour |
| Candidats | Candidats           | Partis    | Voix         | %            | Voix          | %             | Voix           | %              |
| --------- | ------------------- | --------- | ------------ | ------------ | ------------- | ------------- | -------------- | -------------- |
|           | Michel Giraud élu   | RPR       | 83           | 39,90        | 83            | 40,10         | 86             | 43,43          |
|           | Jean-Yves Le Gallou | FN        | 38           | 18,27        | 38            | 18,36         | 36             | 18,18          |
|           | Michel Sapin        | PS        | 32           | 15,38        | 32            | 15,46         | 32             | 16,16          |
|           | André Holleaux      | GÉ        | 23           | 11,06        | 22            | 10,63         | 27             | 13,64          |
|           | Guy Schmauss        | PCF       | 17           | 8,17         | 17            | 8,21          | 17             | 8,59           |
|           | Anny Poursinoff     | Les Verts | 15           | 7,21         | 15            | 7,25          | Retrait        | Retrait        |
|           |                     |           |              |              |               |               |                |                |
| Inscrits  | Inscrits            | Inscrits  | 209          | 100,00       | 209           | 100,00        | 209            | 100,00         |
| Exprimés  | Exprimés            | Exprimés  | 208          | 99,52        | 207           | 99,04         | 198            | 94,74          |

### Répartition des sièges
|             |  |           | Sortants | Sortants | Élus | Élus |
| ----------- |  | --------- | -------- | -------- | ---- | ---- |
| Gauche      |  | PCF       | 20       | 85       | 17   | 50   |
| Gauche      |  | PS        | 59       | 85       | 32   | 50   |
| Gauche      |  | MRG–FU    | 6        | 85       | 1    | 50   |
| Écologistes |  | Les Verts | 0        | 0        | 15   | 37   |
| Écologistes |  | GÉ        | 0        | 0        | 22   | 37   |
| Droite      |  | UDF       | 30       | 93       | 30   | 85   |
| Droite      |  | RPR       | 61       | 93       | 53   | 85   |
| Droite      |  | DVD       | 2        | 93       | 2    | 85   |
| Autres      |  | FN        | 19       | 19       | 37   | 37   |

## Résultats détaillés

### Région entière
|                       |                                     |             |             |        |  |  |  |  |  |  |  |  |  |  |
| Liste                 | Liste                               | Tour unique | Tour unique | Sièges |  |  |  |  |  |  |  |  |  |  |
| Liste                 | Liste                               | Voix        | %           | Sièges |  |  |  |  |  |  |  |  |  |  |
|                       | Union pour la France (RPR et UDF)   | 1 340 295   | 35,76       | 84     |  |  |  |  |  |  |  |  |  |  |
|                       | Front national                      | 608 041     | 16,22       | 37     |  |  |  |  |  |  |  |  |  |  |
|                       | Parti socialiste                    | 549 485     | 14,66       | 33     |  |  |  |  |  |  |  |  |  |  |
|                       | Génération écologie                 | 401 084     | 10,70       | 22     |  |  |  |  |  |  |  |  |  |  |
|                       | Parti communiste français           | 355 060     | 9,47        | 17     |  |  |  |  |  |  |  |  |  |  |
|                       | Les Verts                           | 286 851     | 7,65        | 15     |  |  |  |  |  |  |  |  |  |  |
|                       | Divers droite                       | 90 833      | 2,42        | 1      |  |  |  |  |  |  |  |  |  |  |
|                       | Extrême gauche                      | 86 607      | 2,31        | 0      |  |  |  |  |  |  |  |  |  |  |
|                       | Chasse, pêche, nature et traditions | 16 040      | 0,43        | 0      |  |  |  |  |  |  |  |  |  |  |
|                       | Divers gauche (MRG–FU)              | 13 849      | 0,37        | 0      |  |  |  |  |  |  |  |  |  |  |
|                       |                                     |             |             |        |  |  |  |  |  |  |  |  |  |  |
| Inscrits              | Inscrits                            | 5 891 359   | 100,00      | 209    |  |  |  |  |  |  |  |  |  |  |
| Abstentions           | Abstentions                         | 2 028 862   | 34,44       |        |  |  |  |  |  |  |  |  |  |  |
| Votants               | Votants                             | 3 862 497   | 65,56       |        |  |  |  |  |  |  |  |  |  |  |
| Blancs et nuls        | Blancs et nuls                      | 114 352     | 2,96        |        |  |  |  |  |  |  |  |  |  |  |
| Exprimés              | Exprimés                            | 3 748 145   | 97,04       |        |  |  |  |  |  |  |  |  |  |  |
| Source : Data.gouv.fr |                                     |             |             |        |  |  |  |  |  |  |  |  |  |  |

### Départementaux

#### Paris
La liste Union pour la France, menée dans le département par Alain Juppé, enregistre un bon score (45,21 %) et arrive largement en tête dans tous les arrondissements, en particulier ceux de l'Ouest parisien (avec notamment un score de 65,13 % dans le XVIe arrondissement). Cependant la liste unique de l'UPF obtient un score plus faible que celui obtenu par les listes parisiennes du RPR et de l'UDF aux élections précédentes. La liste PS–MRG menée par Pierre Joxe, alors ministre de la Défense du Gouvernement Cresson est largement distancée et n'atteint la barre des 20 % des voix que dans 3 arrondissements (IIIe, XIe et XIIIe) tout en étant devancé par la liste du Front national dans 4 arrondissements (VIIe, VIIIe, XVIe et XVIIe).
|                | Alain Juppé Union pour la France (RPR - UDF) | 317 402   | 45,21  | 21 |  |  |
|                | Pierre Joxe Parti socialiste (MRG)           | 118 226   | 16,84  | 8  |  |  |
|                | Serge Martinez Front national                | 91 157    | 12,98  | 6  |  |  |
|                | Alexandre Minkowski Génération écologie      | 76 275    | 10,86  | 5  |  |  |
|                | Jean-Félix Bernard Les Verts                 | 43 512    | 6,20   | 2  |  |  |
|                | Alain Lhostis Parti communiste français      | 33 882    | 4,83   | 0  |  |  |
|                | Chantal Cauquil Extrême gauche (LO)          | 11 118    | 1,58   | 0  |  |  |
|                | Bernard Lepidi Divers droite (CNIP)          | 10 519    | 1,50   | 0  |  |  |
|                |                                              |           |        |    |  |  |
| Inscrits       | Inscrits                                     | 1 112 862 | 100,00 | 42 |  |  |
| Abstentions    | Abstentions                                  | 394 959   | 35,49  |    |  |  |
| Votants        | Votants                                      | 717 903   | 64,51  |    |  |  |
| Blancs et nuls | Blancs et nuls                               | 15 812    | 2,2    |    |  |  |
| Exprimés       | Exprimés                                     | 702 091   | 97,8   |    |  |  |

Score par arrondissement
Score de la liste UPF
Score de la liste PS–MRG
Score de la liste FN

#### Seine-et-Marne
|                | Didier Julia Union pour la France (RPR - UDF)      | 140 336 | 34,97  | 9  |  |  |
|                | Jean-François Jalkh Front national                 | 70 362  | 17,53  | 4  |  |  |
|                | Yannick Bodin Parti socialiste                     | 59 597  | 14,85  | 3  |  |  |
|                | François Lapoix Génération écologie                | 40 956  | 10,21  | 2  |  |  |
|                | Alain Rist Les Verts                               | 36 683  | 9,14   | 2  |  |  |
|                | Daniel Brunel Parti communiste français            | 28 997  | 7,23   | 1  |  |  |
|                | Richard Bertin Chasse, pêche, nature et traditions | 16 040  | 4,00   | 0  |  |  |
|                | Daniel Lioubowny Extrême gauche (LO)               | 8 297   | 2,07   | 0  |  |  |
|                |                                                    |         |        |    |  |  |
| Inscrits       | Inscrits                                           | 638 402 | 100,00 | 21 |  |  |
| Abstentions    | Abstentions                                        | 221 175 | 34,65  |    |  |  |
| Votants        | Votants                                            | 417 227 | 65,35  |    |  |  |
| Blancs et nuls | Blancs et nuls                                     | 15 959  | 3,83   |    |  |  |
| Exprimés       | Exprimés                                           | 401 268 | 96,17  |    |  |  |

#### Yvelines
|                | Michel Péricard Union pour la France (RPR - UDF)               | 182 659 | 35,86  | 11 |  |  |
|                | Martine Lehideux Front national                                | 84 612  | 16,61  | 5  |  |  |
|                | Monique Le Saux Génération écologie                            | 65 270  | 12,81  | 4  |  |  |
|                | Jean Le Gars Parti socialiste (MRG)                            | 62 898  | 12,35  | 3  |  |  |
|                | Anny Poursinoff Les Verts                                      | 40 449  | 7,94   | 2  |  |  |
|                | Joseph Tréhel Parti communiste français                        | 28 740  | 5,64   | 1  |  |  |
|                | Robert Delorozoy Divers droite                                 | 19 320  | 3,79   | 0  |  |  |
|                | Jean-Luc Grattepanche diss. Union pour la démocratie française | 17 810  | 3,50   | 0  |  |  |
|                | Daniel Bénard Extrême gauche (LO)                              | 7 636   | 1,50   | 0  |  |  |
|                |                                                                |         |        |    |  |  |
| Inscrits       | Inscrits                                                       | 784 700 | 100,00 | 26 |  |  |
| Abstentions    | Abstentions                                                    | 259 308 | 33,05  |    |  |  |
| Votants        | Votants                                                        | 525 392 | 66,95  |    |  |  |
| Blancs et nuls | Blancs et nuls                                                 | 15 998  | 3,04   |    |  |  |
| Exprimés       | Exprimés                                                       | 509 394 | 96,96  |    |  |  |

#### Essonne
|                | Xavier Dugoin Union pour la France (RPR - UDF)    | 135 433 | 32,42  | 8  |  |  |
|                | Michel de Rostolan Front national                 | 64 648  | 15,48  | 4  |  |  |
|                | Jacques Guyard Parti socialiste                   | 59 937  | 14,35  | 3  |  |  |
|                | André Holleaux Génération écologie                | 47 889  | 11,47  | 2  |  |  |
|                | Gérard Lefranc Parti communiste français          | 37 623  | 9,01   | 2  |  |  |
|                | Philippe Le Pont Les Verts                        | 35 557  | 8,51   | 2  |  |  |
|                | Jean-Loup Englander Extrême gauche                | 15 476  | 3,71   | 0  |  |  |
|                | Pierre Avenard Divers droite                      | 7 725   | 1,85   | 0  |  |  |
|                | Yves Thoraval Extrême gauche (LO)                 | 7 007   | 1,68   | 0  |  |  |
|                | Michel Brétagnol Mouvement des radicaux de gauche | 6 391   | 1,53   | 0  |  |  |
|                |                                                   |         |        |    |  |  |
| Inscrits       | Inscrits                                          | 644 920 | 100,00 | 21 |  |  |
| Abstentions    | Abstentions                                       | 212 416 | 32,94  |    |  |  |
| Votants        | Votants                                           | 432 504 | 67,06  |    |  |  |
| Blancs et nuls | Blancs et nuls                                    | 14 818  | 3,43   |    |  |  |
| Exprimés       | Exprimés                                          | 417 686 | 96,57  |    |  |  |

#### Hauts-de-Seine
|                | Charles Pasqua Union pour la France (RPR - UDF)      | 209 817 | 40,95  | 12 |  |  |
|                | Jean-Yves Le Gallou Front national                   | 71 307  | 13,92  | 4  |  |  |
|                | Michel Sapin Parti socialiste                        | 69 435  | 13,55  | 4  |  |  |
|                | Jean-Jacques Porchez Génération écologie             | 50 329  | 9,82   | 3  |  |  |
|                | Guy Schmauss Parti communiste français               | 45 856  | 8,95   | 2  |  |  |
|                | Henri Afonso Les Verts                               | 34 694  | 6,77   | 2  |  |  |
|                | Jean-Marie Autran Divers droite (CNIP)               | 8 335   | 1,63   | 0  |  |  |
|                | Jean Ordner Divers droite                            | 8 218   | 1,60   | 0  |  |  |
|                | Georges Dioque Mouvement des radicaux de gauche (FU) | 7 458   | 1,46   | 0  |  |  |
|                | Michel Breton Extrême gauche (LO)                    | 6 944   | 1,36   | 0  |  |  |
|                |                                                      |         |        |    |  |  |
| Inscrits       | Inscrits                                             | 789 382 | 100,00 | 27 |  |  |
| Abstentions    | Abstentions                                          | 264 236 | 33,47  |    |  |  |
| Votants        | Votants                                              | 525 146 | 66,53  |    |  |  |
| Blancs et nuls | Blancs et nuls                                       | 12 753  | 2,43   |    |  |  |
| Exprimés       | Exprimés                                             | 512 393 | 97,57  |    |  |  |

#### Seine-Saint-Denis
|                | Robert Pandraud Union pour la France (RPR - UDF) | 103 112 | 25,37  | 7  |  |  |
|                | Roger Holeindre Front national                   | 87 732  | 21,59  | 6  |  |  |
|                | Jean-Louis Mons Parti communiste français        | 74 620  | 18,36  | 5  |  |  |
|                | Michel Debarge Parti socialiste                  | 55 763  | 13,72  | 4  |  |  |
|                | Zaïr Kedadouche Génération écologie              | 39 094  | 9,62   | 3  |  |  |
|                | Jean-Luc Bennahmias Les Verts                    | 29 586  | 7,28   | 2  |  |  |
|                | Jean-Noël Chassigneux Extrême gauche             | 8 274   | 2,03   | 0  |  |  |
|                | Jean-Louis Gaillard Extrême gauche (LO)          | 8 205   | 2,03   | 0  |  |  |
|                |                                                  |         |        |    |  |  |
| Inscrits       | Inscrits                                         | 670 930 | 100,00 | 27 |  |  |
| Abstentions    | Abstentions                                      | 250 649 | 37,36  |    |  |  |
| Votants        | Votants                                          | 420 281 | 62,64  |    |  |  |
| Blancs et nuls | Blancs et nuls                                   | 13 895  | 3,31   |    |  |  |
| Exprimés       | Exprimés                                         | 406 386 | 96,69  |    |  |  |

#### Val-de-Marne
|                | Michel Giraud Union pour la France (RPR - UDF) | 144 462 | 33,52  | 9  |  |  |
|                | Laurent Cathala Parti socialiste               | 71 137  | 16,51  | 4  |  |  |
|                | Michel Germa Parti communiste français         | 69 069  | 16,03  | 4  |  |  |
|                | Jean-Pierre Schenardi Front national           | 66 660  | 15,47  | 4  |  |  |
|                | Loïc Le Gunénedal Génération écologie          | 42 292  | 9,81   | 2  |  |  |
|                | Alain Lipietz Les Verts                        | 30 130  | 6,99   | 1  |  |  |
|                | Serge Franceschina Extrême gauche (LO)         | 7 174   | 1,66   | 0  |  |  |
|                |                                                |         |        |    |  |  |
| Inscrits       | Inscrits                                       | 671 960 | 100,00 | 27 |  |  |
| Abstentions    | Abstentions                                    | 227 750 | 33,89  |    |  |  |
| Votants        | Votants                                        | 444 210 | 66,11  |    |  |  |
| Blancs et nuls | Blancs et nuls                                 | 13 286  | 2,99   |    |  |  |
| Exprimés       | Exprimés                                       | 430 924 | 97,01  |    |  |  |

#### Val-d'Oise
|                | Jean-Philippe Lachenaud Union pour la France (UDF - RPR) | 107 074 | 29,10  | 7  |  |  |
|                | Jean-Michel Dubois Front national                        | 71 563  | 19,45  | 4  |  |  |
|                | Manuel Valls Parti socialiste                            | 52 492  | 14,26  | 3  |  |  |
|                | Gilles Vannier Génération écologie                       | 38 979  | 10,59  | 2  |  |  |
|                | Robert Hue Parti communiste français                     | 36 273  | 9,86   | 2  |  |  |
|                | Pierre-François Siméoni Les Verts                        | 36 240  | 9,85   | 2  |  |  |
|                | Yvon Briant Divers droite (CNIP)                         | 18 906  | 5,14   | 1  |  |  |
|                | Patrice Crunil Extrême gauche (LO)                       | 6 476   | 1,76   | 0  |  |  |
|                |                                                          |         |        |    |  |  |
| Inscrits       | Inscrits                                                 | 578 203 | 100,00 | 21 |  |  |
| Abstentions    | Abstentions                                              | 198 369 | 34,31  |    |  |  |
| Votants        | Votants                                                  | 379 834 | 65,69  |    |  |  |
| Blancs et nuls | Blancs et nuls                                           | 11 831  | 3,11   |    |  |  |
| Exprimés       | Exprimés                                                 | 368 003 | 96,89  |    |  |  |